# Мехмет Боздаг
Мехмет Боздаг (тур. Mehmet Bozdağ; 1 січня 1983, Кайсері, Туреччина) — турецький режисер, продюсер та сценарист.

## Життєпис

### Ранні роки
Народився 1 січня 1983 року в Кайсері, Туреччина. Навчався в університеті Сакарії. Здобув ступінь з історії.

### Кар'єра
Дебютував у 2010 році з фільмом «Майстри, науковці та султани».
У 2014 році почав виходити один з найуспішніших серіалів Мехмета Боздага — «Відродження: Ертугрул», а у 2019 — продовження «Заснування: Осман». Обидва серіали розповідають про історичні події в ХІІІ ст. та заснування Османської імперії.
У 2020 році Мехмет Боздаг заявив, що хотів би співпрацювати з Пакистаном задля свого майбутнього проєкту.

## Фільмографія
| Рік  | Українська назва      | Оригінальна назва                |
| 2009 |                       | Son Rüya                         |
| 2009 |                       | Kardeş Şehirler                  |
| 2010 |                       | Ustalar, Alimler ve Sultanlar    |
| 2013 |                       | Gönül Hırsızı                    |
| 2014 | Відродження: Ертугрул | Diriliş Ertuğrul                 |
| 2015 |                       | Yunus Emre Aşkın Yolculuğu       |
| 2018 |                       | Mehmetçik Kut'ül Amare           |
| 2019 | Заснування: Осман     | Kuruluş Osman                    |
| 2020 |                       | Türkler Geliyor: Adaletin Kılıcı |
| 2021 |                       | Bozkır Arslanı Celaleddin        |
| 2021 | Легенда               | Destan                           |
| 2023 | Жар-птиці             | Ateş Kuşları                     |
| 2023 | Червоний прапор       | Al Sancak                        |

## Нагороди
- У 2016 році Мехмет Боздаг отримав «Золоту пальму» — найвищу нагороду Каннського кінофестивалю — за серіал «Відродження: Ертугрул».